# Subjektiv infinitiv
Subjektiv infinitiv är en satsdel som liknar objektiv infinitiv, men med den skillnaden att den saknar direkt objekt. Subjektiv infinitiv kan bildas med perceptionsverb i passiv diates (ses, höras, väntas, anses, menas, anses, tyckas) samt med verbet verka.
Exempel:
Månen verkade lysa klarare igår. (Månen=subjekt, verkade=predikat, lysa klarare igår=subjektiv infinitiv)